# Oleksandria, Șîroke
Oleksandria (în ucraineană Олександрія) este un sat în comuna Cervone din raionul Șîroke, regiunea Dnipropetrovsk, Ucraina.

## Demografie
Componența lingvistică a localității Oleksandria
     Ucraineană (90,98%)
     Rusă (6,1%)
     Alte limbi (0,72%)
Conform recensământului din 2001, majoritatea populației localității Oleksandria era vorbitoare de ucraineană (90,98%), existând în minoritate și vorbitori de rusă (6,1%) și găgăuză (1,95%).